# Kulczyny
Kulczyny (ukr. Кульчини) – wieś na Ukrainie, w obwodzie chmielnickim, w rejonie krasiłowskim.

## Historia
Prywatne miasto szlacheckie, położone w województwie wołyńskim, w 1739 roku należało do klucza Konstantynów Lubomirskich.
Podczas okupacji hitlerowskiej, na początku 19421 roku Niemcy utworzyli getto dla żydowskich mieszkańców. Przebywało w nim około 500 osób. W czerwcu roku Niemcy zlikwidowali getto, a Żydów wywieziono do Maniowiec i tam zamordowano.